# Don’t Let Him Steal Your Heart Away
Don't Let Him Steal Your Heart Away – singel z drugiej solowej płyty Phila Collinsa zatytułowanej Hello, I Must Be Going!. Tak jak inna piosenka z tego samego albumu - "Thru These Walls - singel został wydany jedynie w Wielkiej Brytanii, gdzie nie odniósł dużego sukcesu.